# Планини на Мраколес
Мраколесовите планини са измислена планинска верига от романите на Толкин.

## Описание
В централните части на северен Мраколес, северно от Стария горски път, се намира верига хълмове наречени Мраколесови планини, които се простира на сто мили дължина. В тези планини живеели горски елфи, които ги наричали Емин Дуир което на езика им означава Тъмните планини. През Третата епоха, властта на Саурон се разпростира над планините и цялата гора. Тогава те били населени от ужасяващи създания.